# Eu Dou o Que Ela Gosta
Eu Dou o Que Ela Gosta é um filme brasileiro de 1975, com direção de Braz Chediak.

## Elenco
- José Lewgoy ...Coriolano
- Sérgio Hingst ...Viriato
- Henriqueta Brieba ...Pompinata, avó de Giovana
- Milton Carneiro Provologne, pai de Giovana
- Monah Delacy ...Coleta
- Telma Reston ...Maria Apaga a Luz
- Jotta Barroso ...Zezinho Vaselina
- Fernanda de Jesus ...Giovana
- Ênio Gonçalves ...Marcos
- Fernando Reski ...Carlo Brociato
- Leda Zeppelin ...Julinha